# Кузьмин, Владимир Валентинович
Владимир Валентинович Кузьмин (6 июля 1923, Новосибирск — 28 марта 1989, Москва) — советский театральный актёр, режиссёр, педагог, народный артист РСФСР.

## Биография
Владимир Валентинович Кузьмин родился 6 июля 1923 года в Новосибирске. В 1947 году окончил Ленинградский театральный институт (педагоги Я. Б. Фрид, С. И. Фёдоров). В 1949—1950 годах учился на режиссёрском факультете этого института (класс Л. С. Вивьена). 
В 1943—1947 годах играл в Ленинградском театре драмы им. Пушкина. В 1947—1954 годах выступал в Новосибирском ТЮЗе (сейчас театр «Глобус»). В 1954—1957 годах работал главным режиссёром Новосибирского областного драматического театра. Затем был режиссёром студии Новосибирского телевидения (1957—1958), Новосибирского ТЮЗа (1958—1960, главный режиссёр 1960—1971), главный режиссёр Новосибирского театра «Красный факел» (1971—1974).
С 1974 года — главный режиссер Центрального детского театра.
В 1979—1983 годах — главный режиссёр Ярославского театра им. Ф. Волкова, преподавал в Ярославском театральном училище.
Умер 28 марта 1989 года в Москве, похоронен на Кунцевском кладбище.

## Награды и премии
- Заслуженный деятель искусств РСФСР (28.09.1964).
- Народный артист РСФСР (24.07.1970).

## Работы в театре

### Режиссёр

#### Новосибирский ТЮЗ
- 1958 — «Город на заре» А. Н. Арбузова
- 1960 — «Американская трагедия» по Т. Драйзеру
- 1961 — «Рядом с тобой человек» В. Малько
- 1962 — «Именем революции» М. Шатрова
- 1963 — «Ромео и Джульетта» У. Шекспира
- 1964 — «Алкины песни» А. Иванова
- 1964 — «Рассудите нас, люди» А. Андреева
- 1965 — «В дороге» В. Розова
- 1966 — «Мария Стюарт» Ф. Шиллера
- 1966 — «Чайка» А. Чехова
- 1968 — «На дне» М. Горького
- 1968 — «Красная Шапочка» Е. Шварца
- 1969 — «Московские каникулы» А. Кузнецова
- 1969 — «Горячее сердце» А. Островского
- 1970 — «Дон Хиль Зеленые штаны» Тирсо де Молины

#### Центральный детский театр
- «Всадники со станции „Роса“»
- «Кто, если не ты?!»
- 1975 — «Враги» М. Горького
- 1976 — «Сказка о потерянном времени» Е. Л. Шварца
- «Бей, барабан!»

#### Прочие театры
- 1971 — «Не беспокойся, мама!» по Н. В. Думбадзе
- 1973 — «Надежды Кинолы» по О. Бальзаку
- 1980 — «Варвары» М. Горького
- 1980 — «Соловьиная ночь» В. И. Ежова
- 1982 — «Фальшивая монета» М. Горького